# Die scheinbar unendliche Geschichte
Die scheinbar unendliche Geschichte (engl. The Seemingly Never-Ending Story) ist eine Episode der US-amerikanischen Fernsehserie Die Simpsons. Sie wurde als 369. Episode der Serie produziert und erstmals am 12. März 2006 in den Vereinigten Staaten ausgestrahlt.

## Handlung
Beim gemeinsamen Besuch einer Höhle beginnt Homer mit einem sehr zerbrechlichen Stalaktiten herumzuspielen. Das endet darin, dass die gesamte Familie Simpson in einer geheimen Höhlenkammer abseits der geführten Tour landet und Homer zudem noch kopfüber in einem engen Loch feststeckt. Als sie feststellen, dass die Kammer auf keiner Höhlenkarte eingezeichnet ist, machen sich Marge und Bart auf den Weg, den Ausgang zu finden. Weil Homer Angst hat, in seiner misslichen Lage allein gelassen zu werden, bleibt Lisa bei ihm. Um die Zeit zu vertreiben, fängt sie an, ihm eine Geschichte zu erzählen.
Lisa berichtet von einem Ereignis aus der vorangegangenen Woche. Auf dem Heimweg von der Schule sei sie plötzlich von einem Ziegenbock mit großen Hörnern angegriffen worden. Um sich in Schutz zu begeben, lief sie zu dem nächstgelegenen Haus, dem von Mr. Burns. Als das Tier dort durch das Fenster eindrang, verschanzten sich Mr. Burns und Lisa auf dem Dachboden des Hauses. Dort fiel Lisa eine Fotografie in die Hände, die Mr. Burns als Angestellten in Moes Taverne zeigt. Mr. Burns beginnt zu erzählen, wie es zu der Aufnahme kam.
Mr. Burns erklärt, dass er einmal von dem reichen Texaner zu einer Schnitzeljagd herausgefordert wurde. Dabei sollte der Sieger des Spiels den gesamten Besitz des Verlierers erhalten. Mr. Burns verlor, weil es ihm nicht gelang, den letzten Gegenstand auf der Liste – eine Abbildung von ihm mit einem lächelnden Kind – zu beschaffen. Jedes Kind hatte Angst vor ihm. Mr. Burns musste daraufhin bei Moe als Kellner arbeiten. Eines Tages fand er dort einen Brief, auf dem vermerkt war, er dürfe erst nach Moes Tod geöffnet werden. Der Brief leitet über zu Moes Geschichte von einem versteckten Schatz.
Offensichtlich hatten Mrs. Krabappel und Moe, ein Jahr bevor sie an der Schule in Springfield zu unterrichten begann, eine Affäre. Moe verschwieg seiner Geliebten allerdings, dass er Barbesitzer sei, weil sie solche Menschen hasste. In der Angst, Edna könne die Wahrheit über ihn herausfinden, fasste Moe den Entschluss, die Stadt zusammen mit ihr zu verlassen. Dazu fehlte ihm jedoch das Geld. Dann fand er heraus, dass Snake – damals noch ein idealistischer Archäologe – einen Münzschatz aus der Zeit der Maya entdeckt hatte, der als Stiftung dem Museum übereignet werden sollte. Moe stahl ihm den Schatz und warf Snake damit komplett aus seiner untadeligen Laufbahn; deshalb sei er nun ein Schwerverbrecher. Als Moe und Edna nun aufbrachen und sie nur noch in der Schule ihren Dienst quittieren musste, fand sie dort Bart. Er erklärte ihr, dass er dort die gesamten Sommerferien über zum Nachsitzen eingesperrt war und er sich als hoffnungslosen Fall fühle, weil niemand mehr an ihn glaube. Mrs. Krabappel versprach Bart, ihm im kommenden Schuljahr als seine Klassenlehrerin beim Erreichen des Klassenziels helfen zu wollen. Später stellt sich heraus, dass Barts Geschichte lediglich ein Ablenkungsmanöver war. In Wirklichkeit wollte er in der Schule zusammen mit seinem Freund Nelson nur Mikroskope und Computer klauen. Als Mrs. Krabappel Moe ihre Entscheidung mitteilt, gerät er in Rage und beschimpft sie wüst und fährt schließlich in seine Taverne. Vollkommen deprimiert wirft Moe ein paar der wertvollen Münzen in die Jukebox und hört sich immer wieder sein und Ednas gemeinsames Lied an.
Aus dem Brief erfährt Mr. Burns von den Münzen, holt sie aus der Jukebox heraus und gibt sie dem reichen Texaner, um damit seinen verlorenen Besitz zurückzukaufen, aber der Texaner blieb darauf bestehen, Mr. Burns müsse das Foto mit einem lachenden Kind bringen, bevor er sein Kernkraftwerk zurückbekomme. Der Texaner begründete dies mit einer Zwangsstörung, die ihn zwinge, die Schnitzeljagd zu Ende zu bringen.
Zu diesem Zeitpunkt von Mr. Burns’ Erzählung bricht der Ziegenbock in den Dachboden ein. Mr. Burns stellt sich schützend vor Lisa und wird dabei verletzt. Es stellt sich heraus, dass das Tier die beiden gar nicht töten wollte, sondern nur Lisas Perlenhalskette zurückbrachte, die es auf einem Baum gefunden hatte. In Dankbarkeit, dass Mr. Burns versucht hatte, sie zu retten, schießt Lisa ein Foto von ihm und ihr, das sie lächelnd zeigt.
In diesem Moment bricht Homer aus dem Felsloch und gibt nun zu, dass er einen Hintergedanken bei dem Familienausflug zur Höhle hatte. Nun beginnt er eine Geschichte zu erzählen, wie er sich im Wald versteckt hat, um sich vor dem Babysitten zu drücken, und dabei jenen reichen Texaner beobachtete, der die Goldmünzen in der Höhle vergrub. Mit der Familie wollte er nun nach dem Münzschatz suchen. In diesem Augenblick erscheint der reiche Texaner und sie finden das Gold wieder. Rechtzeitig taucht nun auch Moe in der Höhle auf, dazu Mr. Burns, der sich die ganze Zeit hinter einem Stalaktiten versteckt hatte, und zum Schluss auch noch Snake. Alle vier (mit Homer fünf) Männer enden in einem mexikanischen Unentschieden. Schließlich nimmt Marge den Sack mit Münzen an sich und droht, ihn in eine tiefe Felsspalte zu werfen, wenn die Männer nicht aufhören würden. Als sie die Gier der fünf erkennt, lässt sie den Sack fallen. In diesem Moment erkennen alle Beteiligten, wie geldgierig sie waren, und machen sich mit hängendem Kopf auf den Weg nach draußen; mit Ausnahme von Mr. Burns, der versucht, zu den Goldmünzen hinunterzuklettern.
Plötzlich stellt sich heraus, dass die ganze Episode in Wirklichkeit von Bart erzählt wurde, um gegenüber dem Direktor Skinner zu rechtfertigen, warum er keine Zeit hatte, sich auf einen Geografietest vorzubereiten. Der Schulleiter findet die Geschichte jedoch lächerlich – bis er draußen vor dem Fenster Moe und Edna einander küssen sieht, als ob sie nun wieder ein Liebespaar seien. Die Geschichte endet mit einer höhnischen Bemerkung des reichen Texaners über Moes sexuelle Probleme.

## Hintergrund
Das Drehbuch beschreibt eine komplexe Schachtelgeschichte und zitiert im Titel den Roman unendlichen Geschichte von Michael Ende aus dem Jahr 1979. Gaststar der Folge war der kanadische Schauspieler und Synchronsprecher Maurice LaMarche als englischsprachige Stimme von Commander McBragg, einer US-Zeichentrickfigur der 1960er Jahre.
Als Herausragende Zeichentricksendung (kürzer als eine Stunde) wurde die Episode bei der Primetime-Emmy-Verleihung 2006 mit einem Creative Arts Emmy ausgezeichnet. Zuvor waren acht andere Episoden der Serie so bewertet worden.
Autor Ian Maxtone-Graham wurde für die Folge mit einem Annie Award ausgezeichnet.